# Lipotriches friesei
Lipotriches friesei är en biart som först beskrevs av Paolo Magretti 1899.
Lipotriches friesei ingår i släktet Lipotriches och familjen vägbin. Inga underarter finns listade i Catalogue of Life.